# 嚴訥
嚴訥（1511年—1584年），字敏卿，號養齋，直隸蘇州府常熟縣人，明朝政治人物。嘉靖年間官至吏部尚書、武英殿大學士、太子太保。

## 生平
嘉靖十六年（1537年）丁酉科應天鄉試第九十五名舉人，二十年（1541年）辛丑科二甲第八名進士。改翰林院庶吉士，授編修，三十四年（1555年）升侍讀，三十五年（1556年）升翰林院學士，三十八年（1559年）升太常寺少卿，四十年（1561年）升吏部左侍郎，四十一年（1562年）升禮部尚書，四十二年（1563年）改吏部尚書，四十三年（1564年）加太子太保，明世宗信奉道教，好長生術，四十四年（1565年）以青詞邀寵，兼武英殿大學士入內閣，人稱“青詞宰相”，同年十一月以病乞歸，四十五年十二月（1567年1月）明世宗駕崩後，居家不復出，萬曆十二年（1584年）去世，享年七十四歲，賜祭葬，贈少保，諡文靖。

## 著作
著有《嚴文靖公集》12卷。

## 家族
曾祖嚴昌；祖父嚴衡；父嚴恪，母呂氏。重慶下。兄嚴諷、嚴誥，弟嚴詞。姊嚴氏為申時行的繼祖母。
嚴訥有五子：嚴治、嚴澂、嚴澍、嚴澤、嚴濟。

## 參閱
- 談遷《棗林雜俎》

[在维基数据编辑]
 《國朝獻徵錄·卷之十六》，出自焦竑《國朝獻徵錄》
 《明史卷一百九十三》，出自《明史》
 在维基共享资源阅览影像
| 官衔        | 官衔                       | 官衔          |
| ----------- | -------------------------- | ------------- |
| 前任： 袁煒 | 明朝禮部尚書 1562年-1563年 | 繼任： 李春芳 |
| 前任： 郭朴 | 明朝吏部尚書 1563年-1565年 | 繼任： 郭朴   |